# Berlangas de Roa

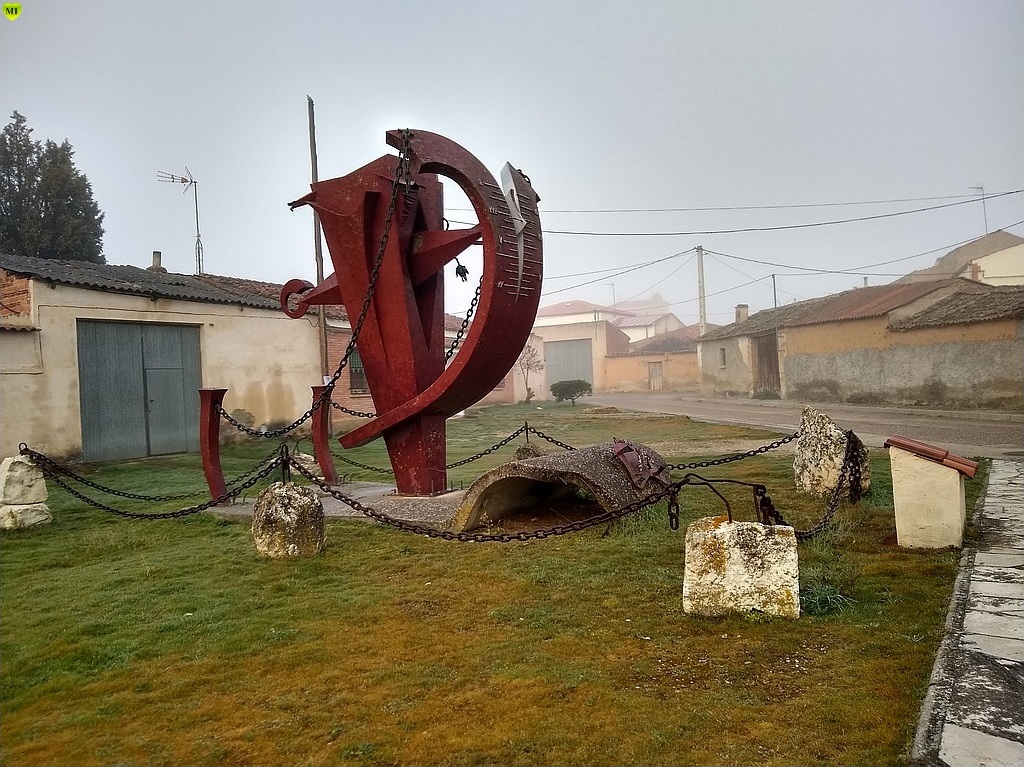
Termómetro

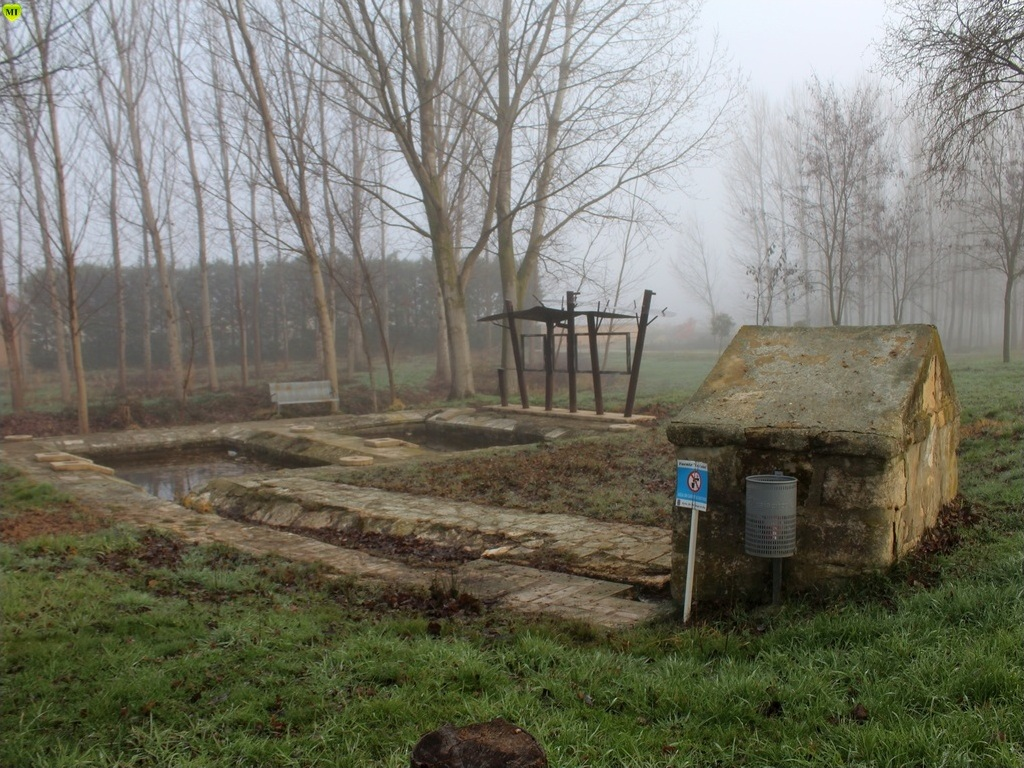
Fuente Los Caños y lavaderos

Berlangas de Roa es una localidad y un municipio, situado en la provincia de Burgos, comunidad autónoma de Castilla y León (España), comarca de Ribera del Duero, partido judicial de Aranda, ayuntamiento del mismo nombre.

## Geografía
Tiene una superficie de 15,71 km² con una población de 185 habitantes (INE 2015) y una densidad de 11,77 hab/km².
El término municipal confina al N con Roa y Gumiel de Mercado; al E con el exclave de Haza al otro lado del río Duero; al S con Hoyales de Roa, y al O de nuevo con Roa.

## Hidrografía
Por Berlangas pasan dos ríos, uno sería el grandísimo Duero y el otro es el Riaza, que desemboca en el Duero en el término municipal del pueblo.
Además pasa también un arroyo pequeño por el pueblo al lado del parque en el que suele haber patos para disfrute de lugareños y visitantes, amén de otros cuantos arroyos minúsculos tanto superficiales como subterráneos que cruzan el pueblo y acaban saliendo a la superficie en forma de hilos de agua pequeños dando al municipio ese paisaje verde de vega tan hermoso, rodeado por una zona de páramos en los municipios colindantes.
También hay que añadir el río Gromejón que desemboca en el término municipal de la villa de Berlangas.

## Historia

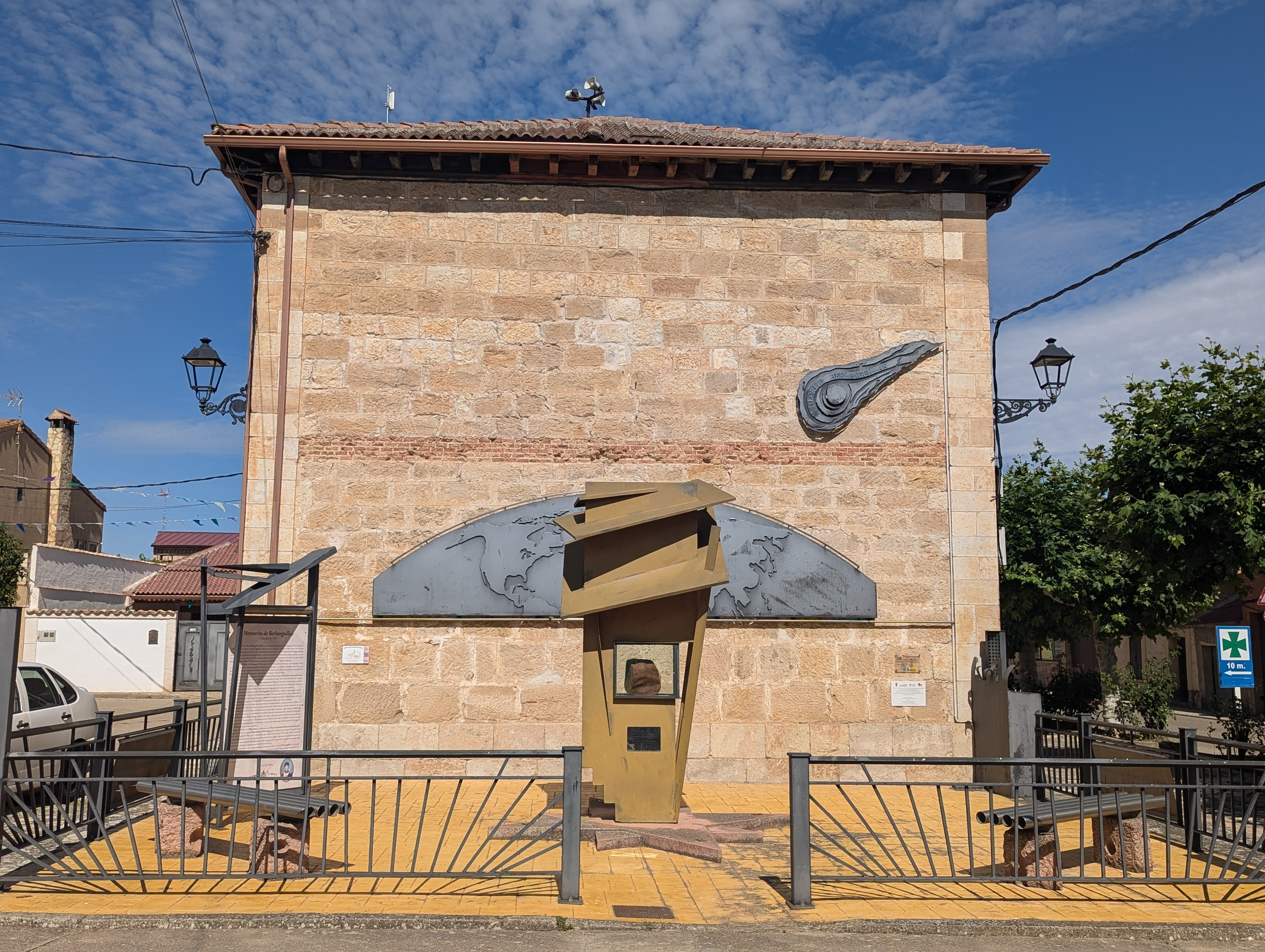
Monumento al meteorito de Berlanguillas

La villa de Berlangas revela en su nombre la procedencia de sus primeros pobladores en la historia de Castilla. En su avance repoblador hacia el Duero, los cristianos procedentes del norte se fueron estableciendo creando núcleos de población en esta zona y cuya réplica se encuentra en las tierras del bajo Arlanza, Arlanzón y Ebro de donde procedían los antiguos pobladores. Así Berlangas pudo colonizarse con hombres de Santa María de Valeria de Berlangas o Valeramica en la orilla izquierda del Arlanza. 
En el siglo XII, en 1.143 Alfonso VII concede el fuero de Sepúlveda, mediante el cual se crea la Comunidad de Villa y Tierra de Roa en la cual se integra la villa de Berlangas. 
En el Censo de Vecindarios de la Corona de Castilla realizado en 1591 se denominada Berlangas, pertenecía a la Tierra de Roa, incluida en la provincia de Burgos. La comunidad contaba con 1.569 vecinos pecheros, correspondiendo 563 a la capital.
Villa, conocida entonces como Berlangas, perteneciente a la Tierra de Roa con jurisdicción de señorío ejercida por el Duque de Siruelo, quien nombraba su regidor pedáneo.
Un hito importante en su evolución histórica que va a determinar el devenir económico de la villa tiene lugar en el siglo XVIII, a través del obispo de Osma, Bernando Antonio Calderón quien dio un gran impulso a la agricultura llegando a crear algo insólito en estos pagos: un olivar y molinos para la elaboración del fruto (hoy no se conserva ninguno de los dos).
La vida de Berlangas a nivel histórico se ha visto afectada por los grandes episodios nacionales.
A la caída del Antiguo Régimen queda constituido en ayuntamiento constitucional en el partido de Roa y denominado entonces Berlangas, perteneciente a la región de Castilla la Vieja que en el censo de la matrícula catastral contaba con 30 hogares y 106 vecinos.

### SigloXIX
Así se describe a Berlangas de Roa en la página 268 del tomo IV del Diccionario geográfico-estadístico-histórico de España y sus posesiones de Ultramar, obra impulsada por Pascual Madoz a mediados del siglo XIX:

BERLANGAS

Lugar con ayuntamiento en la provincia, audiencia territorial y capitanía general de Burgos (14 leguas), partido judicial de Roa (1), administración de rentas de Aranda de Duero (3) y diócesis de Osma (11).
Situado en un llano algo pantanoso, a 50 pasos de un riachuelo que tiene su origen en el río Riaza y va a desembocar en el Duero; está bien ventilado, pero demasiado húmedo, por cuya causa se padecen fuertes constipados y catarrales.
Se compone de 29 casas de malísima construcción, algo diseminadas, con algunas calles irregulares, sucias y sin empedrar; tiene un pósito o banco de labradores con 82 fanegas de trigo comuña, una mala casa-mesón, y en su piso alto la sala donde el ayuntamiento celebra sus sesiones; escuela de primeras letras concurrida por 10 niños, cuyos padres satisfacen 20 fanegas de trigo anuales a su maestro, el secretario de la municipalidad; una iglesia parroquial dedicada a San Andrés, y servida por un cura párroco, que provee por oposición el diocesano o la Corona, según los meses en que está vacante; como a unos 60 pasos del pueblo existe una ermita bajo el título de Nuestra Señora de los Huertos, la cual sirve de cementerio.
El término confina por N el río Duero; E Castrillo de la Vega; S Hoyales de Roa, y O la capital del partido; en él se encuentran abundantes manantiales de ricas aguas, que además de proporcionar el riego suficiente, sirven para los usos del vecindario.
El terreno es llano, de miga y arenoso; la parte destinada a cultivo se eleva cerca de 3.000 fanegas, pertenecientes casi todas a hacendados forasteros, quienes las arriendan a estos vecinos; hacia el E se halla un monte carrascal bastante poblado, que lleva el nombre del pueblo, de 1/2 legua de circunferencia, y le baña por N el Duero; pasa por el término el riachuelo de que hemos hablado al principio, el cual da impulso a un molino harinero, propio del pueblo, si bien el ayuntamiento satisface anualmente 1.600 reales al que lo adquirió por título de compra en la época de la guerra de la Independencia, que fue enajenado.
Atraviesa la población el camino que de Roa conduce a Aranda de Duero, que es de mucho tránsito, porque está en carrera de Aragón y Campos; la correspondencia se recibe de la capital del partido.
Producciones: trigo, cebada, centeno, alubias y ricos y abundantes pastos; ganado lanar, cabrío, vacuno y yeguar. En el siglo pasado el Ilustrísimo Señor obispo de Osma hizo una grande y hermosa plantación de olivos, que logró alimentar y establecer un molino para beneficiar el aceite; nada de esto existe en el día, porque es excesiva la cantidad de nieve que baja de las sierras, haciendo el terreno difícil de esta clase de cultivo.
Población: 30 vecinos, 112 almas.

Capital productivo: 929.120 reales. Imponible: 90.444. Contribución: 2.996 reales 5 maravedíes. El presupuesto municipal asciende a 800 reales, y se cubre con el producto de los propios, que consisten en 10 fanegas de trigo comuña, 10 de cebada por la renta de unas tierras y 60 de trigo por la del molino harinero anteriormente indicado.

## Demografía
Berlangas de Roa cuenta con una población de 203 habitantes (INE 2024).
| Gráfica de evolución demográfica de Berlangas de Roa entre 1842 y 2021 |
| |
| Población de derecho según los censos de población del INE Población de hecho según los censos de población del INEEn estos censos se denominaba Berlangas: 1842, 1857 y 1860. |

## Economía
- Agricultura: Debido a la extensa y fértil vega en la que está enclavado todo el término municipal de Berlangas, la agricultura siempre ha sido una parte imprescindible de su economía, destacando los cultivos de regadío como las patatas, remolacha, etc, existiendo algunas empresas en el municipio dedicadas a la siembra y comercialización de algunos de estos productos, aunque también hay que destacar los cultivos forrajeros como la alfalfa, existiendo en la actualidad en Berlangas una cooperativa dedicada al cultivo de dicho producto denominada Cooperativa Comarcal de Berlangas y Hoyales de Roa, además de una empresa agropecuaria instalada en el término municipal del carrascal.
- Enología: Existiendo una bodega dedicada a la elaboración de vinos, en el término municipal el pinar, perteneciente a la empresa Bodegas y Viñedos O´Fournier. Dicha bodega está enclavada y amparada dentro de la prestigiosa y afamada Denominación de Origen Ribera del Duero y cabe destacar que fue una de las primeras bodegas impulsoras de la creación de la denominación de origen y una de las primeras adscritas en la denominación.
- Desde el 1 de enero de 2010, Berlangas forma parte de la Mancomunidad Ruta del Vino "Afluente rural".
- Industria y servicios: Hay varios negocios de ámbito familiar dedicadas al sector servicios como pueden ser el bar, el botiquín farmacéutico (dependiente de la farmacia existente en el vecino municipio de La Horra), otro dedicado a la fabricación de pan y productos frescos de panadería y pastelería y algún otro dedicada a la industria como puede ser una empresa de excavaciones y otro taller dedicado a la fabricación de carpintería metálica.

## Transportes
- Por carretera está comunicado por la BU-120, carretera Roa-Aranda de Duero y la BU-121, carretera Berlangas de Roa-N-122, está a 8 km de la N-122, futura A-11 o autovía del Duero y a 13 km de la A-1 o autovía del Norte.
- La estación de ferrocarril más cercana es la estación de f.f.c.c. Montecillo en Aranda de Duero a 17 km de Berlangas enclavada en la línea del directo Madrid-Burgos.
- Los aeropuertos más cercanos son el de Villafría en Burgos y el de Villanubla en Valladolid a 77,4 km y 102 km respectivamente.

Ferrocarril

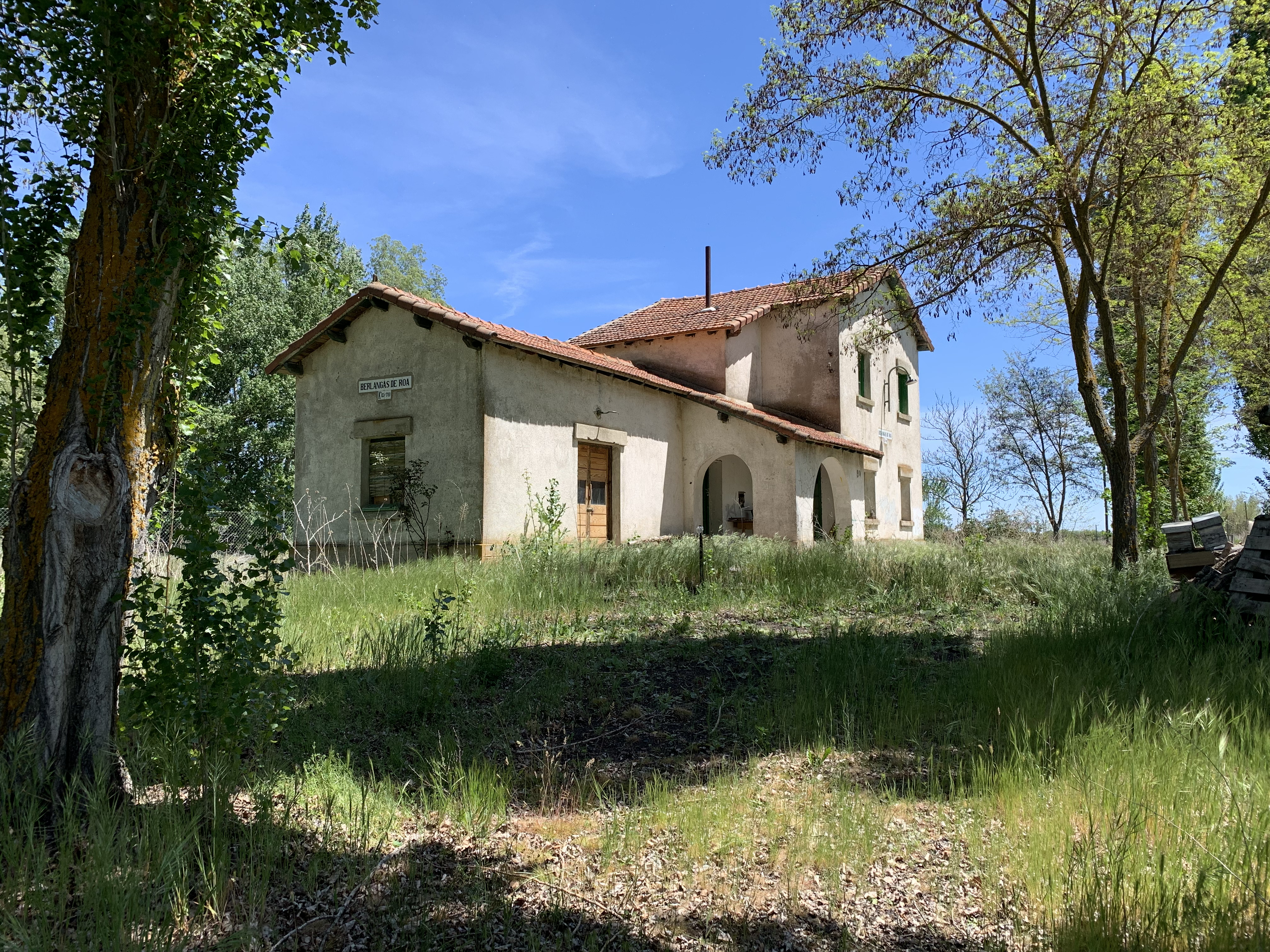
Antigua estación de ferrocarril

Berlangas de Roa en el km 83 de la línea de ferrocarril Valladolid-Ariza, hoy ya clausurada, contó con una pequeña estación de tren para viajeros y la correspondencia. Se alegó para el cierre una baja rentabilidad mediante unos informes que contenían datos que no se correspondían con la realidad de la línea.
Situada a tan solo 4 kilómetros de Roa, este apartadero no estaba previsto en el origen de la línea.
Sólo cuenta con una vía que sale de la general y termina en una topera y aunque existe un hueco entre el edificio de viajeros y el andén, la proyectada vía de sobrepaso jamás llegó a instalarse
Se construyó en 1963 y el edificio de viajeros no se parece en nada al resto de estaciones de la Valladolid-Ariza, asemejándose más a un chalet de veraneo (que es su situación actual) que a las sobrias construcciones de piedra habituales.

## Patrimonio

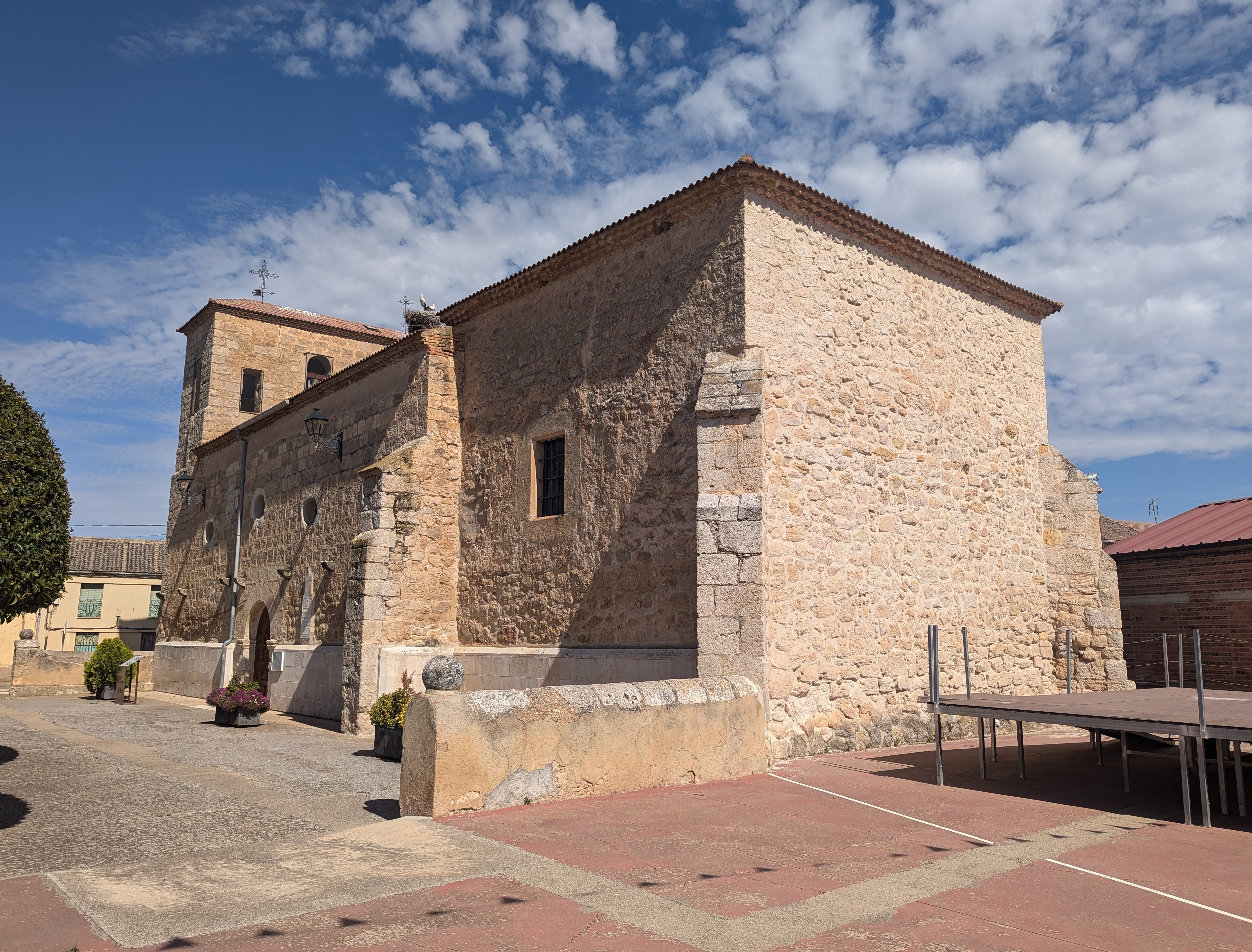
Iglesia de San Andrés

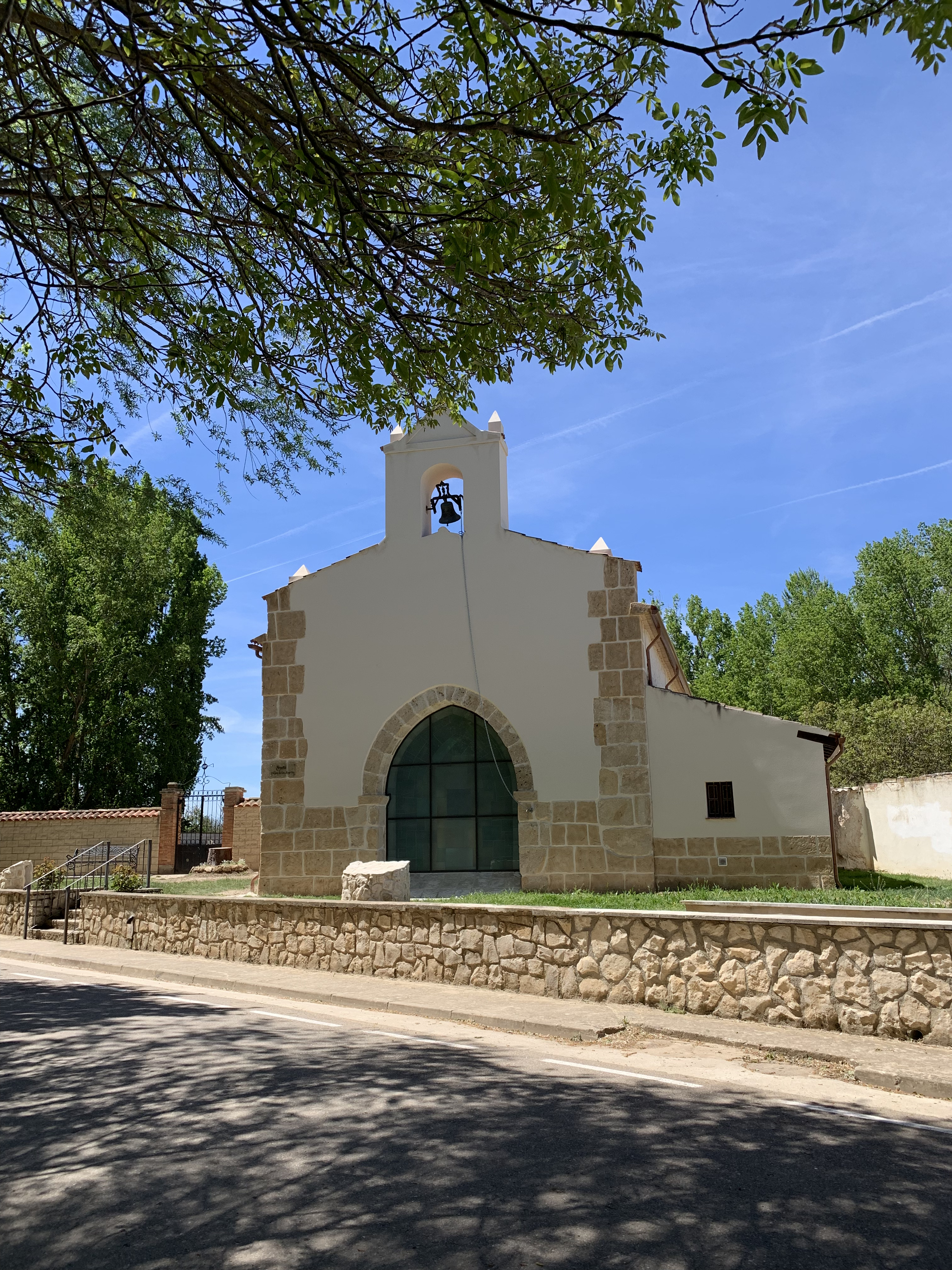
Ermita de la Virgen de los Huertos

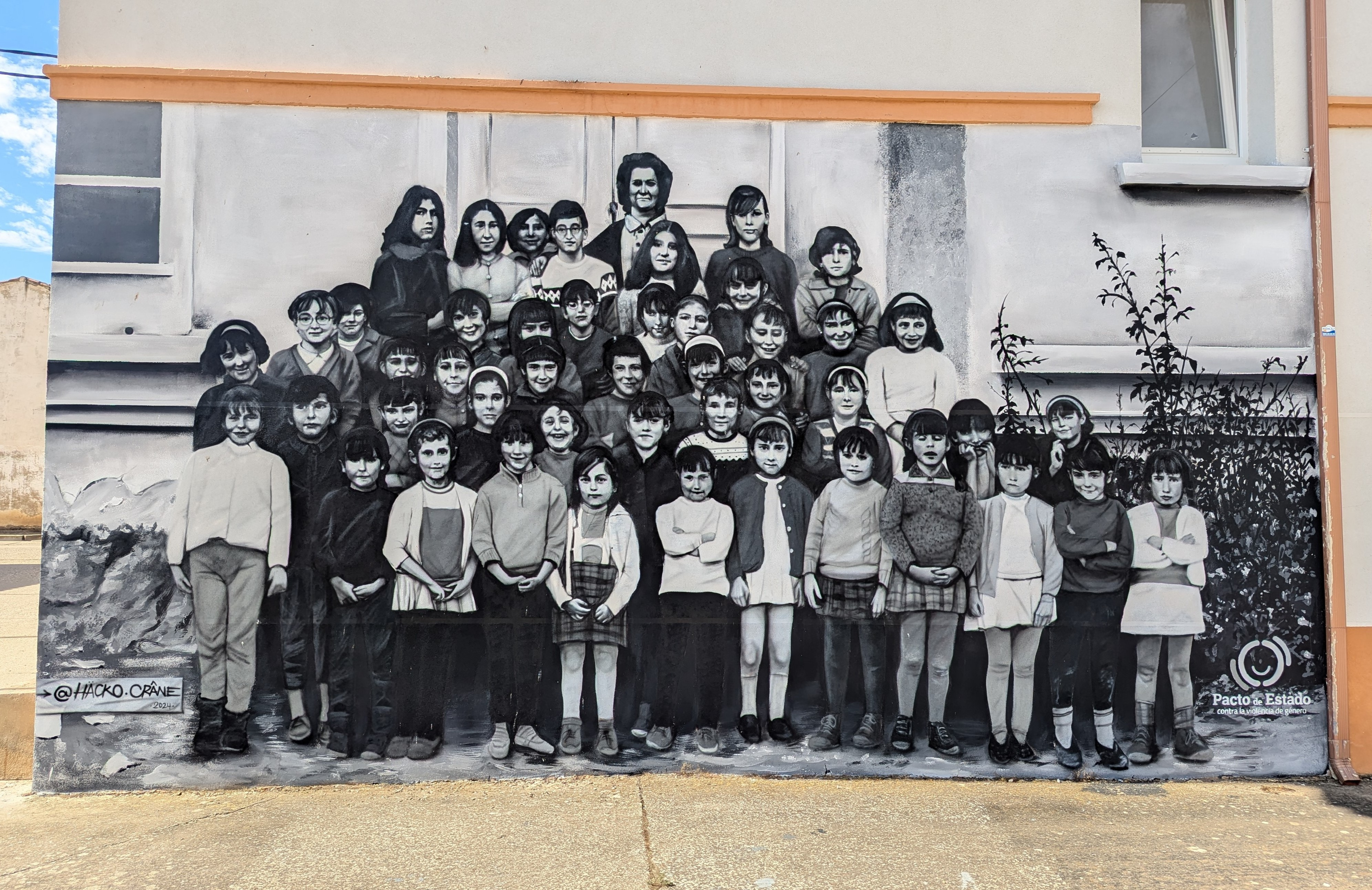
Mural

De su pasado artístico hay que destacar la iglesia parroquial de San Andrés del siglo XVII con una original torre-campanario en su exterior y sólidos contrafuertes que adornan su fachada principal.En su interior hay que destacar el magnífico retablo mayor del siglo XVI adornado con bellas estatuas destacando la del patrón San Andrés Apóstol y 2 valiosos candelabros a cada lado del altar, un bonito tenebrario del siglo XV y una preciosa pila bautismal románica y una imagen de San Antonio, ambas del siglo XII, la iglesia es de una sola nave con coro y el resto de la iglesia esta también adornado con bellos altares y estatuas.
A las afueras de la villa de Berlangas esta la ermita de la Virgen de Los Huertos de estilo románico, es una construcción del siglo XII y de ella hay que destacar su precioso arco románico a la entrada de la ermita y la valiosísima imagen románica del siglo XII de la Virgen de Los Huertos patrona de la villa, que se guarda en su interior, hay que destacar también que la ermita en su interior cuenta además con un pequeño coro.
De su arquitectura civil hay que destacar el ayuntamiento con fachada de piedra y ladrillo, con una hermosa fuente al lado de éste, los antiguos lavaderos y la fuente de Los Caños muy antiguos también de piedra y algunas casas antiguas con bonitas fachadas de piedra o de ladrillo y las típicas casas de adobe de la zona, sin menospreciar una escultura-termómetro, que se encuentra a la entrada de la villa, al lado del parque y que ha sido premiada en varios certámenes de arte moderno, donada a la localidad por un escultor local en el año 2004.

## Fiestas
Fiestas patronales:
- 23 de abril en honor de la Virgen de Los Huertos, son las fiestas principales de la villa de Berlangas, durante ellas se suelen hacer misas, procesiones con sus tradicionales danzas a la virgen, verbenas, teatro, parques infantiles de atracciones, competiciones deportivas, etc. a menudo se suelen trasladar al fin de semana más próximo a su día.
- 30 de noviembre en honor de San Andrés Apóstol, el patrón de la villa de Berlangas. Durante ellas se suelen hacer también misas, procesión en honor del patrón, visita a bodegones acompañados de Charanga, verbenas, teatro, etc. A menudo se suelen trasladar al fin de semana más próximo a su onomástica.

Otras fiestas:
- 31 de diciembre-1 de enero, Los Quintos, los jóvenes del pueblo celebraban antiguamente su marcha al servicio militar y a día de hoy se ha quedado como una tradición en la que los jóvenes del pueblo organizan verbena, rifas, etc. para todo el pueblo.
- 5 de febrero Santa Águeda, se celebra con una misa y con la elaboración de los tradicionales postres las bolillas de Santa Águeda y las tradicionales Sardinillas (postre solo de ámbito local) para degustación de propios y visitantes en el teleclub.
- Semana Santa, durante ellas se hacen misas, procesiones, viacrucis, etc. y otras celebraciones de tipo religioso tradicionales en la villa, hay que destacar las canciones que se cantan durante las procesiones que se llevan a cabo en el pueblo en estas fechas llamadas "Sayones", son canciones antiguas, que solo se cantan en Berlangas y algún otro municipio de los alrededores, y algunos historiadores dicen que son versos de Lope de Vega adaptados para la Semana Santa castellana.
- 15 de mayo, San Isidro, patrón de los labradores se celebra todos los años con misa y procesión(la cual cada año va por un término del pueblo distinto turnándose) cantada por el coro de Berlangas, antiguamente se llegó a hacer verbena y se iba en romería a un coto en término municipal de Berlangas llamado "El Carrascal" hoy de propiedad privada, para celebrar la festividad.
- Corpus Christi, se celebra la tradicional misa y a continuación la procesión por las calles del pueblo con el sagrario y el palio recorriendo los numerosos altares que montan los habitantes del pueblo para la ocasión; algunos de ellos son verdaderas obras de arte. También es tradicional sacar las mejores colchas antiguas de cada familia a la ventana para lucirlas, además de echar por las calles el típico romero, tomillo, lavanda y los pétalos de rosa que van echando los niños de la 1.ª comunión.
- Fiesta de San Juan, 23-24 de junio, las asociaciones del municipio organizan una sardinada con la típica hoguera de San Juan para todo el pueblo, que se alarga hasta bien entrada la noche, además los jóvenes del pueblo suelen hacer chocolatadas entre ellos junto al río Riaza, para, a continuación como es típico en el pueblo salir a hacer las "gamberradas" de San Juan como romper las cortinas de la gente que se la ha dejado puesta a la puerta, mover los contenedores de sitio, mover los remolques de su sitio, etc.
- Fiesta de las Asociaciones, 2.º fin de semana de agosto, se celebra la fiesta de las dos asociaciones existentes en el municipio, la Asociación Cultural "Amigos de Berlangas" y la Asociación de Jubilados y Pensionistas "Virgen de Los Huertos", durante todo el fin de semana se suelen hacer actividades como cine al aire libre, teatro, actuaciones culturales y musicales, verbenas, parque infantil con castillos hinchables, paellada para todo el pueblo... y algunas actividades más que hacen que el pueblo bulla de vida.

## Parroquia
Iglesia católica de San Andrés Apóstol, dependiente del Arcipestrazgo de Roa, diócesis de Burgos.